# Зелёное Озеро
Зелёное О́зеро — село в Тунгокоченском районе Забайкальского края России. Находится на межселенной территории.

## География
Расположено на севере края, в таёжной зоне, на правом берегу реки Нерчи, в 220 км (по зимнику) к северо-востоку от районного центра, села Верх-Усугли.
Географическое положение
Расстояние до:
районного центра Верх-Усугли: 143 км.
краевого центра Чита: 273 км.
Климат
Село находится на территории, приравненной к районам Крайнего Севера.

## История
Образован в начале 20 века.  	 

## Население
| 2010 | 2021 |
| ---- | ---- |
| 44   | ↘39  |

## Транспорт
Село доступно по зимнику.